# Illa Moresby
L'illa Moresby (en haida: Gwaii Haanas) és una gran illa que forma part de l'arxipèlag Haida Gwaii, a la Colúmbia Britànica, Canadà. Està separada per l'estret canal Skidegate de l'altra illa principal del grup, al nord, l'illa de Graham. Amb una superfície de 3.399,39 km² és la 174a illa més gran de la Terra i la 32a del Canadà. El cim és alt es troba a 1.148 msnm.
El 2016 tenia una població de tan sols 340 habitants, la majoria dels quals ho fan a la comunitat de Sandspit, a l'extrem septentrional.
L'illa rep el nom del contraalmirall Fairfax Moresby, comandant en cap de l'estació del Pacífic entre 1850 i 1853 de la Royal Navy.
El 27 d'octubre de 2012 un terratrèmol de magnitud 7,7 va tenir lloc a una profunditat de 17,5 quilòmetres sota l'illa.